# Aetobatus
Aetobatus là một chi cá đuối trong họ Myliobatidae, có thể tìm thấy được cả ở Đại Tây Dương, Ấn Độ Dương và Thái Bình Dương.

## Các loài
Hiện tại có 4 loài được ghi nhận:
- Aetobatus flagellum (Bloch & J. G. Schneider, 1801)
- Aetobatus narinari (Euphrasén, 1790)
- Aetobatus narutobiei W. T. White, Furumitsu, A. Yamaguchi, 2013[3]
- Aetobatus ocellatus (Kuhl, 1823)

Ngoài ra còn 1 loài cũng được xếp vào chi này:
- Aetobatus poeyi Fernandez de Castro, 1871

## Tham khảo

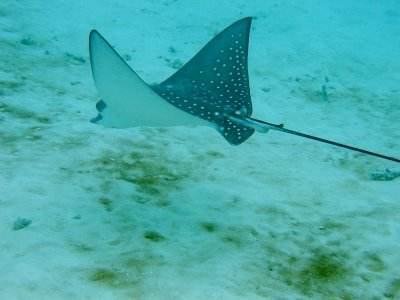
Aetobatus narinari, Maldives.